# Vengeance (2011)
Vengeance (2011) — профессиональное рестлерское pay-per-view шоу, проводимое федерацией WWE. Прошло 23 октября 2011 года на арене «AT&T-центр» в Сан-Антонио, Техас, США. Шоу стало двенадцатым в линейке Vengeance/Night of Champions и первым с 2007 года под названием Vengeance.

## Поединки
| Dark                              | Уэйд Барретт победил Дэниела Брайана                                | Одиночный поединок                                       | N/A   |
| 1                                 | Кофи Кингстон и Эван Борн победили Дольфа Зигглера и Джека Сваггера | Командный поединок за титул командных чемпионов WWE      | 13:23 |
| 2                                 | Дольф Зигглер (с) победил Зака Райдера                              | Одиночный поединок за титул чемпиона США                 | 6:04  |
| 3                                 | Бет Феникс (с) победила Ив Торрес                                   | Одиночный поединок за титул чемпионки див                | 7:18  |
| 4                                 | Шеймус победил Кристиана                                            | Одиночный поединок                                       | 10:39 |
| 5                                 | Миз и R-Truth победили СМ Панка и Triple H                          | Командный поединок                                       | 15:39 |
| 6                                 | Рэнди Ортон победил Коди Роудса                                     | Одиночный поединок                                       | 12:13 |
| 7                                 | Поединок Марка Генри (с) против Биг Шоу закончился без результата   | Одиночный поединок за титул чемпиона мира в тяжелом весе | 13:00 |
| 8                                 | Альберто Дель Рио (с) победил Джона Сину                            | Поединок «До последнего на ногах» за титул чемпиона WWE  | 26:59 |
| (c) — Чемпион на момент поединка. |                                                                     |                                                          |       |